# 에베쓰시
에베쓰시(일본어: 江別市)는 일본 홋카이도 중부(도오 지방) 이시카리 진흥국 관내의 시이다.

## 어원
아이누어에서 유래한 지명이지만 ‘유페옷’(ユペ・オッ, yupe-ot, 철갑상어가 있는 강), ‘예펫’(イェ・ペッ, ye-pet, 고름의 강), ‘이풋’(イ・プッ, i-put, 그 입, 소중한 입구), ‘유펫’(ユ・ペッ, yu-pet, 온천의 강, 유황이 흘러드는 강), ‘유페옷’(ユペ・オッ, yupe-ot, 온천의 물이 흘러드는 강, 같은 유황과 관련된 해석), ‘이페옷’(イペ・オッ, ipe-ot, 물고기가 있는 강) 등 여러 가지 설이 있다. 에도 막부 말기에 이곳을 방문한 마쓰우라 다케시로는 토끼의 얼굴과 같이 세 개로 나뉘어 있는 곳을 뜻하는 에펫케(epetke)를 민간 어원으로 기록하였다.

## 지리
이사카리 평야의 거의 중앙에 있고 이시카리강의 양안에 걸치지만, 주 시가지는 철도와 국도가 지나는 강의 남쪽에 있다. 남동쪽 난포로정과의 경계에는 이시카리강의 지류인 지토세강이 흐른다. 삿포로시·기타히로시마시와의 경계에 있는 놋포로 구릉에는 2,000ha에 이르는 놋포로 삼림공원이 있어 도립 자연공원으로 지정되어 있다. 삼림공원은 원시림으로 불리며 그 일부는 원시 시대부터 인간의 손이 닿지 않은 상태로 보존되고 있다. 최고 지점인 남단부 구릉은 해발 93m이고, 그 외에는 저지가 펼쳐져 있다.

### 기후
연평균 기온은 7.3°C이며, 가장 더운 기온은 34.5°C, 가장 추운 기온은 -27.7°C를 기록했다.
| 에베쓰시의 기후                                              | 에베쓰시의 기후 | 에베쓰시의 기후 | 에베쓰시의 기후 | 에베쓰시의 기후 | 에베쓰시의 기후 | 에베쓰시의 기후 | 에베쓰시의 기후 | 에베쓰시의 기후 | 에베쓰시의 기후 | 에베쓰시의 기후 | 에베쓰시의 기후 | 에베쓰시의 기후 | 에베쓰시의 기후 |
| 월                                                           | 1월             | 2월             | 3월             | 4월             | 5월             | 6월             | 7월             | 8월             | 9월             | 10월            | 11월            | 12월            | 연간            |
| ------------------------------------------------------------ | --------------- | --------------- | --------------- | --------------- | --------------- | --------------- | --------------- | --------------- | --------------- | --------------- | --------------- | --------------- | --------------- |
| 역대 최고 기온 °C (°F)                                       | 6.9 (44.4)      | 7.2 (45.0)      | 14.6 (58.3)     | 24.6 (76.3)     | 31.9 (89.4)     | 31.7 (89.1)     | 35.6 (96.1)     | 34.7 (94.5)     | 31.9 (89.4)     | 24.8 (76.6)     | 19.7 (67.5)     | 13.2 (55.8)     | 35.6 (96.1)     |
| 일평균 최고 기온 °C (°F)                                     | −2.2 (28.0)     | −1.1 (30.0)     | 3.0 (37.4)      | 10.6 (51.1)     | 16.9 (62.4)     | 20.9 (69.6)     | 24.3 (75.7)     | 25.8 (78.4)     | 22.5 (72.5)     | 15.7 (60.3)     | 7.8 (46.0)      | 0.3 (32.5)      | 12.0 (53.7)     |
| 일일 평균 기온 °C (°F)                                       | −6.4 (20.5)     | −5.5 (22.1)     | −0.8 (30.6)     | 5.6 (42.1)      | 11.4 (52.5)     | 15.7 (60.3)     | 19.5 (67.1)     | 21.0 (69.8)     | 17.1 (62.8)     | 10.3 (50.5)     | 3.5 (38.3)      | −3.5 (25.7)     | 7.3 (45.2)      |
| 일평균 최저 기온 °C (°F)                                     | −12.2 (10.0)    | −11.5 (11.3)    | −5.6 (21.9)     | 0.6 (33.1)      | 6.4 (43.5)      | 11.7 (53.1)     | 16.0 (60.8)     | 17.1 (62.8)     | 11.9 (53.4)     | 4.8 (40.6)      | −0.8 (30.6)     | −8.2 (17.2)     | 2.5 (36.5)      |
| 역대 최저 기온 °C (°F)                                       | −26.1 (−15.0)   | −25.8 (−14.4)   | −21.2 (−6.2)    | −9.8 (14.4)     | −3.6 (25.5)     | 2.6 (36.7)      | 8.0 (46.4)      | 7.5 (45.5)      | 1.5 (34.7)      | −4.6 (23.7)     | −14.8 (5.4)     | −24.2 (−11.6)   | −26.1 (−15.0)   |
| 평균 강수량 mm (인치)                                        | 67.1 (2.64)     | 47.9 (1.89)     | 39.1 (1.54)     | 42.4 (1.67)     | 56.1 (2.21)     | 83.1 (3.27)     | 102.8 (4.05)    | 144.9 (5.70)    | 123.2 (4.85)    | 94.1 (3.70)     | 88.3 (3.48)     | 73.0 (2.87)     | 965.0 (37.99)   |
| 평균 강우일수                                                | 16.2            | 13.9            | 10.3            | 8.6             | 9.0             | 8.7             | 9.3             | 10.8            | 10.2            | 12.8            | 14.8            | 15.0            | 139.6           |
| 평균 월간 일조시간                                           | 82.6            | 95.1            | 149.4           | 176.9           | 198.0           | 171.3           | 161.0           | 159.5           | 165.1           | 144.5           | 98.4            | 74.2            | 1,676.5         |
| 출처: 일본 기상청 (평년값: 2000년~2020년, 극값: 2000년~현재) |                 |                 |                 |                 |                 |                 |                 |                 |                 |                 |                 |                 |                 |

## 역사
에베쓰는 원래 1871년 혼슈의 미야기현에서 이주한 사람들이 처음 정착한 곳이다. 1878년에는 군인들이 이곳으로 이주를 시작했고, 메이지 정부는 이곳을 일본의 영토로 지정하여 거주자들이 이곳으로 몰려들었다. 에베쓰는 1916년 소도시의 지위를 얻었으며 1954년에야 시로 승격하였다. 이후 1960년대와 70년대의 급격한 인구 증가로 현재의 에베쓰시가 되었다. 1991년에 인구 10만 명을 넘었다.

## 교육
- 대학
  - 홋카이도 정보대학(北海道情報大学, Hokkaido Information University)
  - 라쿠노 가쿠엔 대학(酪農学園大学, Rakunō Gakuen University)
  - 삿포로 가쿠인 대학(札幌学院大学, Sapporo Gakuin University)
  - 호쿠쇼 대학(北翔大学, Hokushō University)
- 단기대학
  - 호쿠쇼 대학 단기대학부
  - 라쿠노 가쿠엔 대학 단기대학부

## 인구
베드타운으로 급속히 인구가 증가했지만 최근 들어 도심 회귀나 오아사 지구의 고령화로 인구가 조금씩 감소하고 있다.
|                     |           |  |
| 1970년（쇼와45년）  | 63,762명  |  |
| 1975년（쇼와50년）  | 77,624명  |  |
| 1980년（쇼와55년）  | 86,349명  |  |
| 1985년（쇼와60년）  | 90,328명  |  |
| 1990년（헤세2년）   | 97,201명  |  |
| 1995년（헤세7년）   | 115,495명 |  |
| 2000년（헤세12년）  | 123,877명 |  |
| 2005년（헤세17년）  | 125,601명 |  |
| 2010년（헤세22년）  | 123,751명 |  |
| 2015년（헤세27년）  | 120,636명 |  |
| 2020년（레이와2년） | 121,056명 |  |

|colspan="2" style="text-align:right"|일본 총무성 통계국 국세조사
|-

## 교통

### 철도
- 홋카이도 여객철도 ■ 하코다테 본선
  - 오아사역 - 에베쓰역

### 도로
- 도오 자동차도
- 국도 12호선
- 국도 제275호선 (일본)(일본어판)
- 국도 제337호선 (일본)(일본어판)

## 자매 도시
- 일본 고치현 도사시(1978년 7월 15일)
- 미국 오리건주 그레샴(1977년 5월 20일)